# Wioślarstwo na Letnich Igrzyskach Olimpijskich 1952
Wioślarstwo na Letnich Igrzyskach Olimpijskich 1952 w Helsinkach rozgrywane było w dniach 20–23 lipca na torze w fierdzie Seurasaarenselkä. W zawodach wioślarskich wzięło udział 404 zawodników z 33 krajów. Startowali tylko mężczyźni. Rozegrano 7 konkurencji. Polska wywalczyła jeden medal – brązowy w konkurencji jedynek.

## Konkurencje
| Konkurencja           | Mężczyźni |
| --------------------- | --------- |
| Jedynka               | M1x       |
| Dwójka podwójna       | M2x       |
| Dwójka bez sternika   | M2-       |
| Czwórka bez sternika  | M4-       |
| Dwójka ze sternikiem  | M2+       |
| czwórka ze sternikiem | M4+       |
| Ósemka ze sternikiem  | M8+       |

## Medaliści
| Konkurencja           | Złoto | Srebro | Brąz |
| Jedynka               | ZSRR · Jurij Tiukałow | Australia · Mervyn Wood | Polska · Teodor Kocerka |
| Dwójka podwójna       | Argentyna · Tranquilo Cappozzo · Eduardo Guerrero | ZSRR · Heorhij Żylin · Ihor Jemczuk | Urugwaj · Miguel Seijas · Juan Rodriguez |
| Dwójka bez sternika   | Stany Zjednoczone · Charlie Logg · Tom Price | Belgia · Michel Knuysen · Bob Baetens | Szwajcaria · Kurt Schmid · Hans Kalt |
| Dwójka ze sternikiem  | Francja · Raymond Salles · Gaston Mercier · Bernard Malivoire | Niemcy · Heinz Manchen · Helmut Heinhold · Helmut Noll | Dania · Svend Pedersen · Poul Svendsen · Jørgen Frantzen                                                                                                 |
| Czwórka bez sternika  | Jugosławia · Duje Bonačić · Velimir Valenta · Mate Trojanović · Petar Šegvić                                                                                              | Francja · Pierre Blondiaux · Jean-Jacques Guissart · Marc Bouissou · Roger Gautier                                                                                       | Finlandia · Veikko Lommi · Kauko Wahlsten · Oiva Lommi · Lauri Nevalainen                                                                                |
| Czwórka ze sternikiem | Czechosłowacja · Karel Mejta · Jiří Havlis · Jan Jindra · Stanislav Lusk · Miroslav Koranda                                                                               | Szwajcaria · Rico Bianchi · Karl Weidmann · Heini Scheller · Émile Ess · Walter Leiser                                                                                   | Stany Zjednoczone · Carl Lovsted · Al Ulbrickson · Richard Wahlstrom · Matt Leanderson · Al Rossi                                                        |
| Ósemka ze sternikiem  | Stany Zjednoczone · Frank Shakespeare · William Fields · James Dunbar · Richard Murphy · Robert Detweiler · Henry Proctor · Wayne Frye · Edward Stevens · Charles Manring | ZSRR · Jewgienij Brago · Władimir Rodimuszkin · Aleksiej Komarow · Igor Borisow · Sława Amiragow · Leonid Gissien · Jewgienij Samsonow · Władimir Kriukow · Igor Polakow | Australia · Bob Tinning · Ernest Chapman · Nimrod Greenwood · Mervyn Finlay · Edward Pain · Phil Cayzer · Tom Chessell · Dave Anderson · Geoff Willamson |

## Kraje uczestniczące
W zawodach wzięło udział 404 wioślarzy z 33 krajów:
| - Argentyna (9) - Australia (14) - Austria (4) - Belgia (12) - Brazylia (3) - Chile (1) - Czechosłowacja (8) - Dania (25) - Egipt (8) - Finlandia (26) - Francja (17) | - Grecja (3) - Hiszpania (6) - Holandia (12) - Japonia (5) - Jugosławia (13) - Kanada (15) - Niemcy (21) - Norwegia (9) - Nowa Zelandia (5) - Portugalia (9) - Polska (10) | - Rumunia (9) - Saara (7) - Stany Zjednoczone (26) - Szwajcaria (13) - Szwecja (16) - Urugwaj (3) - Węgry (15) - Wielka Brytania (23) - Włochy (26) - Związek Południowej Afryki (5) - ZSRR (26) |

## Klasyfikacja medalowa
| Lp. | Państwo           |   |   |   | Razem |
| --- | ----------------- | - | - | - | ----- |
| 1.  | Stany Zjednoczone | 2 | – | 1 | 3     |
| 2.  | ZSRR              | 1 | 2 | – | 2     |
| 3.  | Francja           | 1 | 1 | – | 2     |
| 4.  | Czechosłowacja    | 1 | – | – | 1     |
| 5.  | Jugosławia        | 1 | – | – | 1     |
| 6.  | Argentyna         | 1 | – | – | 1     |
| 7.  | Szwajcaria        | – | 1 | 1 | 2     |
| 7.  | Australia         | – | 1 | 1 | 2     |
| 9.  | Niemcy            | – | 1 | – | 1     |
| 10. | Belgia            | – | 1 | – | 1     |
| 11. | Polska            | – | – | 1 | 1     |
| 11. | Finlandia         | – | – | 1 | 1     |
| 11. | Dania             | – | – | 1 | 1     |
| 11. | Urugwaj           | – | – | 1 | 1     |